# Medallistas olímpicos en Esgrima (femenino)
Tabla de medallas de oro, plata y bronce de la Esgrima en los Juegos Olímpicos desde su primera edición en 1896, en cada una de las pruebas que forman parte del torneo.
- Para las hombres véase Medallistas olímpicos en Esgrima (masculino).

## Programa vigente

### Floreteindividual
| Edición             | Oro                                  | Plata                                  | Bronce                                      |
| ------------------- | ------------------------------------ | -------------------------------------- | ------------------------------------------- |
| París 1924          | Ellen Osiier · Dinamarca             | Gladys Davis · Reino Unido             | Grete Heckscher · Dinamarca                 |
| Ámsterdam 1928      | Helene Mayer · Alemania              | Muriel Freeman · Reino Unido           | Olga Oelkers · Alemania                     |
| Los Ángeles 1932    | Ellen Preis · Austria                | Judy Guinness · Reino Unido            | Erna Bogen-Bogáti · Hungría                 |
| Berlín 1936         | Ilona Elek · Hungría                 | Helene Mayer · Alemania                | Ellen Preis · Austria                       |
| Londres 1948        | Ilona Elek · Hungría                 | Karen Lachmann · Dinamarca             | Ellen Mueller · Austria                     |
| Helsinki 1952       | Irene Camber · Italia                | Ilona Elek · Hungría                   | Karen Lachmann · Dinamarca                  |
| Melbourne 1956      | Gillian Sheen · Reino Unido          | Olga Orbán · Rumania                   | Renée Garilhe · Francia                     |
| Roma 1960           | Heidi Schmid · Alemania              | Valentina Rastvorova · Unión Soviética | Maria Vicol · Rumania                       |
| Tokio 1964          | Ildikó Újlaky-Rejtő · Hungría        | Helga Mees · Alemania                  | Antonella Ragno · Italia                    |
| México 1968         | Elena Belova · Unión Soviética       | Pilar Roldán · México                  | Ildikó Újlaky-Rejtő · Hungría               |
| Múnich 1972         | Antonella Ragno-Lonzi · Italia       | Ildikó Bóbis · Hungría                 | Galina Gorokhova · Unión Soviética          |
| Montreal 1976       | Ildikó Schwarczenberger · Hungría    | Maria Consolata Collino · Italia       | Elena Belova · Unión Soviética              |
| Moscú 1980          | Pascale Trinquet · Francia           | Magda Maros · Hungría                  | Barbara Wysoczańska · Polonia               |
| Los Ángeles 1984    | Luan Jujie · República Popular China | Cornelia Hanisch · Alemania Occidental | Dorina Vaccaroni · Italia                   |
| Seúl 1988           | Anja Fichtel · Alemania Occidental   | Sabine Bau · Alemania Occidental       | Zita-Eva Funkenhauser · Alemania Occidental |
| Barcelona 1992      | Giovanna Trillini · Italia           | Wang Huifeng · República Popular China | Tatyana Sadovskaya · Equipo Unificado       |
| Atlanta 1996        | Laura Badea-Cârlescu · Rumania       | Valentina Vezzali · Italia             | Giovanna Trillini · Italia                  |
| Sídney 2000         | Valentina Vezzali · Italia           | Rita Koenig · Italia                   | Giovanna Trillini · Italia                  |
| Atenas 2004         | Valentina Vezzali · Italia           | Giovanna Trillini · Italia             | Sylwia Gruchała · Polonia                   |
| Beijing 2008        | Valentina Vezzali · Italia           | Nam Hyun-hee · Corea del Sur           | Margherita Granbassi · Italia               |
| Londres 2012        | Elisa Di Francisca · Italia          | Arianna Errigo · Italia                | Valentina Vezzali · Italia                  |
| Río de Janeiro 2016 | Inna Deriglazova · Rusia             | Elisa Di Francisca · Italia            | Inès Boubakri · Túnez                       |
| Tokio 2020          | Lee Kiefer · Estados Unidos          | Inna Deriglazova · ROC                 | Larisa Korobeynikova · ROC                  |
| París 2024          | Lee Kiefer · Estados Unidos          | Lauren Scruggs · Estados Unidos        | Eleanor Harvey · Canadá                     |

### Floretepor equipos
| Edición             | Oro | Plata | Bronce |
| ------------------- | --- | --- | --- |
| Roma 1960           | Unión SoviéticaValentina Prudskova · Alexandra Zabelina · Lyudmila Shishova · Tatyana Petrenko · Galina Gorokhova · Valentina Rastvorova | HungríaGyörgyi Szekely-Marvalics · Ildikó Újlaky-Rejtő · Magdolna Nyári · Katalin Juhász · Lídia Dömölky                     | ItaliaBruna Colombetti · Velleda Cesari · Claudia Pasini · Irene Camber · Antonella Ragno-Lonzi                      |
| Tokio 1964          | HungríaPaula Marosi · Katalin Juhász · Judit Ágoston · Lídia Dömölky · Ildikó Újlaky-Rejtő                                               | Unión SoviéticaLyudmila Shishova · Valentina Prudskova · Valentina Rastvorova · Tatyana Samusenko · Galina Gorokhova         | Equipo Alemán UnificadoHeidi Schmid · Helga Mees · Rosemarie Scherberger · Gudrun Theuerkauff                        |
| México 1968         | Unión SoviéticaAlexandra Zabelina · Tatyana Samusenko · Elena Belova · Galina Gorokhova · Svetlana Tširkova                              | HungríaLídia Dömölky · Ildikó Bóbis · Ildikó Újlaky-Rejtő · Mária Gulácsy · Paula Marosi                                     | RumaniaEcaterina Iencic-Stahl · Ileana Gyulai-Drimba-Jenei · Maria Vicol · Olga Orban-Szabo · Ana Dersidan-Ene-Pascu |
| Múnich 1972         | Unión SoviéticaElena Belova · Galina Gorokhova · Tatyana Samusenko · Alexandra Zabelina · Svetlana Tširkova                              | HungríaIldikó Bóbis · Ildikó Újlaky-Rejtő · Ildikó Schwarczenberger · Mária Szolnoki · Ildikó Rónay                          | RumaniaIleana Gyulai-Drimba-Jenei · Ana Dersidan-Ene-Pascu · Ecaterina Iencic-Stahl · Olga Orban-Szabo               |
| Montreal 1976       | Unión SoviéticaElena Belova · Olga Knyazeva · Valentina Sidorova · Nailya Gilyazova · Valentina Nikonova                                 | FranciaBrigitte Latrille-Gaudin · Brigitte Gapais-Dumont · Christine Muzio · Véronique Trinquet · Claudette Herbster-Josland | HungríaIldikó Schwarczenberger · Edit Kovács · Magda Maros · Ildikó Újlaky-Rejtő · Ildikó Bóbis                      |
| Moscú 1980          | FranciaBrigitte Latrille-Gaudin · Pascale Trinquet · Isabelle Bégard · Véronique Brouquier · Christine Muzio                             | Unión SoviéticaValentina Sidorova · Nailya Gilyazova · Elena Belova · Irina Ushakova · Larisa Tsagaraeva                     | HungríaIldikó Schwarczenberger · Magda Maros · Gertrúd Stefanek · Zsuzsanna Szőcs · Edit Kovács                      |
| Los Ángeles 1984    | Alemania OccidentalUte Kircheis-Wessel · Christiane Weber · Cornelia Hanisch · Sabine Bischoff · Zita-Eva Funkenhauser                   | RumaniaAurora Dan · Monika Weber-Koszto · Rozalia Oros · Marcela Moldovan-Zsak · Elisabeta Guzganu-Tufan                     | FranciaLaurence Modaine · Pascale Trinquet-Hachin · Brigitte Latrille-Gaudin · Véronique Brouquier · Anne Meygret    |
| Seúl 1988           | Alemania OccidentalSabine Bau · Anja Fichtel · Zita-Eva Funkenhauser · Annette Klug · Christiane Weber                                   | ItaliaFrancesca Bortolozzi-Borella · Annapia Gandolfi · Lucia Traversa · Dorina Vaccaroni · Margherita Zalaffi               | HungríaZsuzsanna Jánosi · Edit Kovács · Gertrúd Stefanek · Zsuzsanna Szőcs · Katalin Tuschák                         |
| Barcelona 1992      | ItaliaDiana Bianchedi · Francesca Bortolozzi-Borella · Giovanna Trillini · Dorina Vaccaroni · Margherita Zalaffi                         | AlemaniaSabine Bau · Zita-Eva Funkenhauser · Annette Dobmeier · Anja Fichtel-Mauritz · Monika Weber-Koszto                   | RumaniaReka Szabo-Lazar · Claudia Grigorescu · Elisabeta Tufan · Laura Badea · Roxana Dumitrescu                     |
| Atlanta 1996        | ItaliaFrancesca Bortolozzi-Borella · Giovanna Trillini · Valentina Vezzali                                                               | RumaniaLaura Badea · Reka Szabo · Roxana Scarlat                                                                             | AlemaniaAnja Fichtel-Mauritz · Sabine Bau · Monika Weber-Koszto                                                      |
| Sídney 2000         | Italia Diana Bianchedi · Giovanna Trillini · Valentina Vezzali                                                                           | PoloniaSylwia Gruchała · Magdalena Mroczkiewicz · Anna Rybicka · Barbara Wolnicka-Szewczyk                                   | AlemaniaSabine Bau · Rita Koenig · Monika Weber                                                                      |
| Atenas 2004         | prueba no incluida en el programa olímpico                                                                                               | prueba no incluida en el programa olímpico                                                                                   | prueba no incluida en el programa olímpico                                                                           |
| Beijing 2008        | RusiaSvetlana Boiko · Aída Shanáyeva · Viktoriya Nikishina · Yevgueniya Lamonova                                                         | Estados UnidosEmily Cross · Hanna Thompson · Erinn Smart                                                                     | ItaliaValentina Vezzali · Giovanna Trillini · Margherita Granbassi · Ilaria Salvatori                                |
| Londres 2012        | ItaliaValentina Vezzali · Elisa Di Francisca · Arianna Errigo · Ilaria Salvatori                                                         | RusiaAída Shanáyeva · Larisa Korobeynikova · Inna Deriglazova · Kamila Gafurzyanova                                          | Corea del SurNam Hyun-Hee · Jeon Hee-Sook · Jung Gil-Ok · Oh Ha-Na                                                   |
| Río de Janeiro 2016 | prueba no incluida en el programa olímpico                                                                                               | prueba no incluida en el programa olímpico                                                                                   | prueba no incluida en el programa olímpico                                                                           |
| Tokio 2020          | ROC Inna Deriglazova · Larisa Korobeynikova · Marta Martianova · Adelina Zagidullina                                                     | Francia Ysaora Thibus · Pauline Ranvier · Anita Blaze · Astrid Guyart                                                        | Italia Martina Batini · Erica Cipressa · Arianna Errigo · Alice Volpi                                                |
| París 2024          | Estados Unidos Jacqueline Dubrovich · Lee Kiefer · Lauren Scruggs · Maia Weintraub                                                       | Italia Arianna Errigo · Martina Favaretto · Alice Volpi · Francesca Palumbo                                                  | Japón Sera Azuma · Yuka Ueno · Karin Miyawaki · Komaki Kikuchi                                                       |

### Espadaindividual
| Edición             | Oro                                 | Plata                           | Bronce                              |
| ------------------- | ----------------------------------- | ------------------------------- | ----------------------------------- |
| Atlanta 1996        | Laura Flessel · Francia             | Valérie Barlois · Francia       | Gyöngyi Szalay · Hungría            |
| Sídney 2000         | Tímea Nagy · Hungría                | Gianna Hablützel-Bürki · Suiza  | Laura Flessel-Colovic · Francia     |
| Atenas 2004         | Tímea Nagy · Hungría                | Laura Flessel-Colovic · Francia | Maureen Nisima · Francia            |
| Beijing 2008        | Britta Heidemann · Alemania         | Ana Maria Brânză · Rumania      | Ildikó Mincza-Nébald · Hungría      |
| Londres 2012        | Yana Shemyakina · Ucrania           | Britta Heidemann · Alemania     | Sun Yujie · República Popular China |
| Río de Janeiro 2016 | Emese Szász · Hungría               | Rossella Fiamingo · Italia      | Sun Yiwen · República Popular China |
| Tokio 2020          | Sun Yiwen · República Popular China | Ana Maria Popescu · Rumania     | Katrina Lehis · Estonia             |
| París 2024          | Vivian Kong · Hong Kong             | Auriane Mallo · Francia         | Eszter Muhari · Hungría             |

### Espadapor equipos
| Edición             | Oro                                                                          | Plata                                                                                        | Bronce                                                                                            |
| ------------------- | ---------------------------------------------------------------------------- | -------------------------------------------------------------------------------------------- | ------------------------------------------------------------------------------------------------- |
| Atlanta 1996        | Francia Laura Flessel · Sophie Moressée-Pichot · Valérie Barlois             | Italia Laura Chiesa · Elisa Uga · Margherita Zalaffi                                         | Rusia Maria Mazina · Yuliya Garayeva · Karina Aznavourian                                         |
| Sídney 2000         | Rusia Karina Aznavourian · Oxana Yermakova · Tatiana Logunova · Maria Mazina | Suiza Gianna Hablützel-Bürki · Sophie Lamon · Diana Romagnoli                                | República Popular China Li Na · Liang Qin · Yang Shaoqi                                           |
| Atenas 2004         | Rusia Karina Aznavourian · Oxana Yermakova · Tatiana Logunova · Anna Sivkova | Alemania Claudia Bokel · Imke Duplitzer · Britta Heidemann                                   | Francia Sarah Daninthe · Laura Flessel-Colovic · Hajnalka Kiraly-Picot · Maureen Nisima           |
| Beijing 2008        | prueba no incluida en el programa olímpico                                   | prueba no incluida en el programa olímpico                                                   | prueba no incluida en el programa olímpico                                                        |
| Londres 2012        | República Popular China Sun Yujie · Xu Anqi · Li Na · Luo Xiaojuan           | Corea del Sur Shin A-Lam · Choi In-jeong · Jung Hyo-Jung · Choi Eun-Sook                     | Estados Unidos Courtney Hurley · Kelley Hurley · Maya Lawrence · Susie Scanlan                    |
| Río de Janeiro 2016 | Rumania Loredana Dinu · Simona Gherman · Simona Pop · Ana Maria Popescu      | República Popular China Hao Jialu · Sun Yiwen · Sun Yujie · Xu Anqi                          | Rusia Olga Kochneva · Violetta Kolobova · Tatiana Logunova · Lyubov Shutova                       |
| Tokio 2020          | Estonia Katrina Lehis · Julia Beljajeva · Erika Kirpu · Irina Embrich        | Corea del Sur Choi In-jeong · Song Se-ra · Kang Young-mi · Lee Hye-In                        | Italia Rossella Fiamingo · Federica Isola · Mara Navarria · Alberta Santuccio                     |
| París 2024          | Italia Rossella Fiamingo · Giulia Rizzi · Alberta Santuccio · Mara Navarria  | Francia Marie-Florence Candassamy · Auriane Mallo · Coraline Vitalis · Alexandra Louis-Marie | Polonia Aleksandra Jarecka · Renata Knapik-Miazga · Martyna Swatowska-Wenglarczyk · Alicja Klasik |

### Sableindividual
| Edición             | Oro                             | Plata                             | Bronce                         |
| ------------------- | ------------------------------- | --------------------------------- | ------------------------------ |
| Atenas 2004         | Mariel Zagunis · Estados Unidos | Tan Xue · República Popular China | Sada Jacobson · Estados Unidos |
| Beijing 2008        | Mariel Zagunis · Estados Unidos | Sada Jacobson · Estados Unidos    | Rebecca Ward · Estados Unidos  |
| Londres 2012        | Kim Ji-yeon · Corea del Sur     | Sofiya Velikaya · Rusia           | Olha Kharlan · Ucrania         |
| Río de Janeiro 2016 | Yana Egorian · Rusia            | Sofiya Velikaya · Rusia           | Olha Kharlan · Ucrania         |
| Tokio 2020          | Sofia Pozdniakova · ROC         | Sofiya Velikaya · ROC             | Manon Brunet · Francia         |
| París 2024          | Manon Apithy-Brunet · Francia   | Sara Balzer · Francia             | Olha Kharlan · Ucrania         |

### Sablepor equipos
| Edición             | Oro                                                                           | Plata                                                                    | Bronce                                                                              |
| ------------------- | ----------------------------------------------------------------------------- | ------------------------------------------------------------------------ | ----------------------------------------------------------------------------------- |
| Beijing 2008        | Ucrania Olha Zhovnir · Olha Kharlan · Halyna Pundyk · Olena Khomrova          | República Popular China Bao Yingying · Huang Haiyang · Ni Hong · Tan Xue | Estados Unidos Sada Jacobson · Rebecca Ward · Mariel Zagunis                        |
| Londres 2012        | prueba no incluida en el programa olímpico                                    | prueba no incluida en el programa olímpico                               | prueba no incluida en el programa olímpico                                          |
| Río de Janeiro 2016 | Rusia Sofya Velikaya · Yana Egorian · Yekaterina Dyachenko · Yuliya Gavrilova | Ucrania Olha Kharlan · Olena Kravatska · Alina Komashchuk ·              | Estados Unidos Monica Aksamit · Ibtihaj Muhammad · Dagmara Wozniak · Mariel Zagunis |
| Tokio 2020          | ROC Olga Nikitina · Sofia Pozdniakova · Sofya Velikaya                        | Francia Sara Balzer · Cécilia Berder · Manon Brunet · Charlotte Lembach  | Corea del Sur Kim Ji-Yeon · Yoon Ji-Su · Seo Ji-Yeon · Choi Soo-Yeon                |
| París 2024          | Ucrania Yuliya Bakastova · Alina Komashchuk · Olha Kharlan · Olena Kravatska  | Corea del Sur Choi Se-Bin · Jeon Ha-Young · Jeon Eun-Hye · Yoon Ji-Su    | Japón Risa Takashima · Seri Ozaki · Misaki Emura · Shihomi Fukushima                |